# Костко
„Костко“ (на английски: Costco) е най-голямата в света по продажби верига магазини от вида „склад за търговия на дребно“. Базирана е в град Исакуа, щата Вашингтон, Съединените американски щати.

Продажбите за 2006 г. са 59 милиарда долара, а печалбата е 1,1 милиарда долара. „Костко“ има 127 000 служители. Във веригата е характерно продуктите да се пакетират в пакети с по-голям брой от даден продукт, например вместо 1 кетчуп, както е в супермаркет, са пакетирани 3 кетчупа в пакет и самите пакети като обем са понякога няколко пъти по-големи от нормалните размери в супермаркет.
Costco често ротира инвентара си и компанията е известна с това, че продава продукти за определен период от време и след това ги спира или използва като сезонни продукти. През годините Costco постепенно разширява гамата си от продукти и услуги. Първоначално компанията предпочиташе да продава само пакетирани продукти, които могат да бъдат получени просто чрез откъсване на стреч фолиото от палета. Сега компанията продава много други артикули, с които е по-трудно да се борави като книги, дрехи, компютърен софтуер, вино, мебели, уреди, домашна електроника, хидромасажни вани, бижута, бързоразвалящи се продукти (като млечни продукти, пресни печени продукти, цветя, пресни продукти, месо, морски дарове), слънчеви панели, гуми и прахосмукачки. В много складове се помещават също бензиностанции, аптеки, центрове за слухови апарати, оптометристи, центрове за очи и слънчеви очила и магазини за гуми.
Голяма мрежа от фотомагазини беше разгърната в супермаркетите, които останаха един от най-големите в Съединените щати. В началото на 2021 г. обаче ръководството на компанията обяви решение за затваряне на всички фотоцентрове.
Продажбите за 2017 г. са 129 милиарда долара, а печалбата е 4,1 милиарда долара. „Костко“ има 231 000 служители.
Подобен вид магазини, извършващи дейност в България, е „Метро“.
Към 12 април 2007 г. „Костко“ има 507 магазина в следните държави:
- 374 в САЩ и Пуерто Рико
- 71 в Канада
- 30 в Мексико
- 19 в Обединеното кралство
- 5 в Южна Корея
- 5 в Япония
- 5 в Тайван

Към Октомври 2018 „Костко“ има 759 магазина в следните държави:
- 528 в 44 щата на САЩ и Пуерто Рико
- 100 в Канада
- 38 в Мексико
- 28 в Обединеното кралство
- 26 в Япония
- 15 в Южна Корея
- 13 в Тайван
- 10 в Австралия
- 2 в Испания
- 1 в Исландия
- 1 във Франция